# Дютрюи, Жак
Жак Дютрюи (фр. Jacques Dutruy; 1762—1836) — французский военный деятель, бригадный генерал (1793 год), барон (1809 год), участник революционных и наполеоновских войн.

## Биография
Родился 18 ноября 1762 года в Женеве в семье Жан-Луи Дютрюи (фр. Jean-Louis Dutruy) и Жанны Майнц (фр. Jeanne-Madeleine Maintz). Был сыном художника-географа и сам занимался этой профессией. Начал службу 3 ноября 1782 года солдатом в швейцарском полку Зонненберг. 31 марта 1788 года был уволен со службы. 18 сентября 1788 года зачислен на четыре года в швейцарский полк Вижье. 14 июля 1789 года дезертировал из полка и присоединился к роте, организованной на улице Кенкампуа, и был избран там главой комитета военного контроля. 5 октября 1789 года ему пришлось уйти в отставку после ссоры с Лафайетом. Зачислен в батальон национальной гвардии округа Фейан, где стал старшим аджюданом. 4 августа 1792 года был произведён в капитаны и возглавил 1-ю вольную роту национальных егерей Парижа. Участвовал в кампаниях 1792-93 годов в рядах Центральной и Мозельской армий под началом генерала Келлермана. 14 декабря 1792 года был ранен у Ваврена. 27 февраля 1793 года был произведён в командиры батальона, и возглавил 15-й батальон лёгкой пехоты. 13 июня 1793 года произведён в бригадные генералы с назначением в Армию берегов Ла-Рошели, где сменил генерала Мицковского на посту командующего дивизии Ле-Сабль-д'Олон. 3 января 1794 года отличился при взятии Нуармутье. Участвовал в действиях «Адских колонн». 30 апреля одержал победу над Шареттом при Шалане. В мае 1794 года отозван из Вандеи. 1 июня 1794 года в Ле-Сабль-д'Олон женился на Розе Декормьер (фр. Rose-Solitude Décormiers), дочери купца. В браке родились две дочери и сын. 12 июля 1794 года произведён в дивизионные генералы и назначен в Армию Западных Пиренеев, но не утверждён в чине и уже 6 августа 1794 года освобождён от должности. 13 июня 1795 года не был включён в новую штатную структуру. 23 июня 1795 года был арестован за ненадлежащее выполнение функций дивизионного генерала в 17-м военном округе. 28 июня 1795 года получил свободу. 27 октября 1795 года возвратился к активной службе в чине бригадного генерала и был определён в состав Западной армии. 19 ноября занял свой пост. 1 января 1796 года переведён в Армию Берегов Океана, а 30 декабря 1799 года – в Английскую армию. В феврале 1800 года был командующим полуостровами Руис и Киберон. 18 июня 1801 года зачислен в Западную армию. С 23 ноября 1801 года участвовал в экспедиции на остров Сан-Доминго. 15 апреля 1802 года был зачислен в дивизию Клозеля. 23 декабря 1802 года возвратился во Францию и оставался без служебного назначения. 31 октября 1804 года определён в 7-й военный округ. 29 июля 1806 года отбыл в распоряжение вице-короля Италии Богарне и служил в Армии Далмации. В 1808 году в Нанте генерал женился во второй раз на Луизе Делиль (фр. Louise-Désirée-Henriette Delisle), от которой имел двух дочерей. 1 января 1809 года – командир 1-й бригады 2-й пехотной дивизии генерала Бруссье Итальянской армии. Участвовал в кампании против австрийцев, 16 апреля был ранен в сражении при Сачиле, и заменён генералом Кетаром. С конца 1809 года в резерве. В марте 1811 года Дютрюи был переведён в Голландию и 5 мая 1813 года занял пост командующего департамента Жемапп. При первой Реставрации оставался с июня 1814 года без служебного назначения. Во время «Ста дней» присоединился к Наполеону. 9 мая 1815 года отправлен в 13-й военный округ и назначен командующим департамента Финистер. В июне возглавил национальную гвардию этого департамента. С 26 июля 1815 года без служебного назначения. 24 июля 1816 года Дютрюи вышел в отставку. Умер генерал 27 апреля 1836 года в Шуази-ле-Руа в возрасте 73 лет.

## Воинские звания
- Солдат (3 ноября 1782 года);
- Капитан (14 августа 1792 года);
- Командир батальона (27 февраля 1793 года);
- Бригадный генерал (13 июня 1793 года).

## Титулы
- Барон Дютрюи и Империи (фр. baron Dutruy et de l'Empire; декрет от 15 августа 1809 года, патент не подтверждён)[1].

## Награды
Легионер ордена Почётного легиона (11 декабря 1803 года)
 Коммандан ордена Почётного легиона (14 июня 1804 года)